# Colegio San José (Arequipa)
El Colegio San José es un colegio católico masculino, fundado en 1898 y dirigido por la Compañía de Jesús. Está ubicado en Arequipa, Perú. Es parte de la Asociación de Colegios Jesuitas de Perú (ACSIP) y de la Federación Latinoamericana de Colegios Jesuitas, FLACSI.

Imparte enseñanza en los siguientes niveles:
- Educación infantil
- Educación primaria
- Educación secundaria

## Historia

### Antecedentes
El primer colegio jesuita se fundó en Arequipa en 1578 y se denominó Colegio de Santiago. La oposición del Virrey Francisco Álvarez de Toledo evitó que operase hasta 1581, luego de que el Virrey se marchara del Perú. El colegio fue cerrado tras la expulsión de los jesuitas del Perú decretada por el rey de España Carlos III. En 1898 los padres Ildefonso del Olmo, Plácido Hurtado y el Hermano A. Agote reabrieron el Colegio esta vez con el nombre de San José y ubicado en la Plazuela de Santa Marta. En 1956 el colegio se trasladó a su local actual en la Avenida Alfonso Ugarte. 

## Asociación de Antiguos Alumnos (ASIA-San José)
El colegio posee una Asociación de Exalumnos (ASIA-San José), que forma parte de la Confederación Latinoamericana de Antiguos Alumnos de Jesuitas y esta a su vez de la Unión Mundial de Antiguos Alumnos de la Compañía de Jesús - ASIA (Antiguos Alumnos de la Compañía de Jesús en latín, Antiqui Societatis Iesu Alumni).

## Alumni (Antiguos alumnos destacados)
- Víctor Andrés Belaúnde, Presidente de la Asamblea General de las Naciones Unidas 1959-1960.
- José Luis Bustamante y Rivero, Presidente del Perú 1945-1948 y Presidente de la Corte Internacional de Justicia de La Haya 1967-1969.
- Jorge Santistevan de Noriega, Exdefensor del Pueblo.
- Monseñor Fernando Vargas Ruiz de Somocurcio, Ex-Arzobispo Metropolitano de Arequipa.
- Javier de Belaúnde Ruiz de Somocurcio, destacado político, abogado e historiador peruano.
- Manuel J. Bustamante de la Fuente, abogado y político.
- Luis Bustamante Belaunde, Rector de la Universidad Peruana de Ciencias Aplicadas.
- Felipe Hermes Mayca Baca, Abogado y Magistrado de la República. Creador intelectual de la Facultad de Derecho y Ciencias Políticas de la Universidad Particular San Martín de Porres.
- Ricardo Cordova Farfan, pintor y artista plástico.
- Carlos Meneses-Cornejo Meneses- Actual Director del Diario El Pueblo de la Ciudad de Arequipa
- Germán Chávez Contreras, rector de la Universidad Católica San Pablo.
- Francisco Sardón de Taboada, abogado, CEO Scotiabank - Chile.
- Carlos Eduardo Paredes Rodríguez, Administrador, exministro de Transportes y Comunicaciones.
- Ignacio Quintanilla Salinas, abogado, gerente retail - Scotiabank.
- Gonzalo Camargo Cárdenas, economista, gerente development BBVA- Banco Continental.
- Mauricio Chirinos Chirinos, abogado, gerente administrativo Michell & Cia. y expresidente de la CCIA.
- Luis Chaves Bellido, ingeniero gerente general de Incalpaca TPX y expresidente de la CCIA.
- Pablo Manrique Oroza, economista, gerente general Asociación Cerro Verde.
- Javier Ismodes Talavera, abogado y político.
- Pablo Alcázar Zuzunaga, gerente de Asuntos Públicos y Comunicaciones Minera Cerro Verde.
- Juan Manuel García Calderón Barreda, director Instituto superior  TECSUP - Arequipa
- Hernán Vela Lazo, Ing. Agrónomo, Empresario, Prefecto de Arequipa, Presidente de SEAL.
- César Linares - Ingeniero - Gerente General Telefónica del Perú.
- Carlos Amat Y León, Ministro de Estado.
- Hugo Pacheco Canny, Ingeniero Industrial, Presidente de la Asociación de Antiguos Alumnos, ASIA San José Arequipa en los periodos Julio 2017 - Julio 2019 y 2023 - 2024
- Javier Corzo Cáceres-Bedoya, abogado, catedrático, Presidente APAFA y ASIA colegio San José, exGobernador distrital Arequipa.